# Autódromo de Sitges-Terramar
O Autódromo de Sitges-Terramar é um circuito oval abandonado inaugurado em 1923, em desuso desde os anos 50. Está localizado na cidade de Sant Pere de Ribes, próximo a Sitges, na região da Catalunha, Espanha. A pista tem cerca de dois quilômetros de extensão, em formato oval e com curvas com até 60 graus de pendente.Em Terramar se realizou o primeiro Grande Prêmio da Espanha, no mesmo ano de 1923, como parte da sua inauguração. A corrida foi vencida por Alberto Divo, a bordo de um Sunbeam.

## História
Em 1922, Frick Amangue fundou a Autodromo Nacional, S.A para coordenar a construção de um circuito oval para corridas de automóveis e motocicletas. Os arquitetos responsáveis foram Jaume Mestres i Fossas (pista) e Josep Maria Martino (instalações). A obra foi completada em 300 dias, ao custo de 4 milhões de pesetas. A pista tem dois quilômetros de largura, e inclinação nas curvas de 60 graus. Foi inaugurada em 28 de outubro de 1923, em prova de 200 voltas vencida por Albert Divo em um Sunbeam, após acirrada disputa com o Conde Louis Zborowski, a bordo de um Miller, que terminou a prova com velocidade média de 96,91 milhas por hora (155,96 km/h). Não foi oferecido prêmio em dinheiro. Gastos com a construção não pagos forçaram os construtores a recolher as receitas obtidas com a venda de ingressos, deixando os organizadores sem dinheiro para pagar os pilotos. Em resultado disso, a pista foi proibida de receber novamente corridas internacionais. Os pilotos também reclamaram da entrada e da saída das curvas, afirmando que a transição entre as curvas e as retas fora mal desenhada.
O Real Automóvil Club de Cataluña e o Penya Rhin continuaram a organizar corridas até 1925 com pouco sucesso. O autódromo foi vendido a Edgard de Morawitz nos anos 1930. A última corrida realizada no oval ocorreu em 1955. A pista e a área ao redor é atualmente uma fazenda de galinhas. Devido à elevada qualidade da construção, a pista e os prédios anexos continuam de pé mais de 80 anos depois e estão em excelente estado de conservação.

## Atualidade
O autódromo continua abandonado, apesar de receber visitas de fãs de automobilismo, que o visitam para admirar a pista e caminhar por suas curvas em perfeito estado de conservação. As retas estavam parcialmente cobertas de vegetação, até que no início de 2009 se realizou uma operação de limpeza, permitindo que se possam dar voltas completas de carro no circuito, com autorização de seu proprietário. Pretende-se iniciar um projeto de restauração para receber corridas de carros clássicos, bem como fazer um museu onde se localizava sua arquibancada principal.
O circuito também recebe visitas guiadas desde o ano de 2010. Em 2012, os pilotos espanhois Carlos Sainz e Miguel Molina pilotaram um Audi R8 LMS sobre o velho asfalto de Terramar. Apesar das difíceis condições de pista, com rachaduras e um tanto acidentada, Sainz estabeleceu um novo recorde para a pista, em 42,6 segundos, a 170 km/h de velocidade média, batendo a histórica marca de Zborowski, obtida em 1923.